# Safír

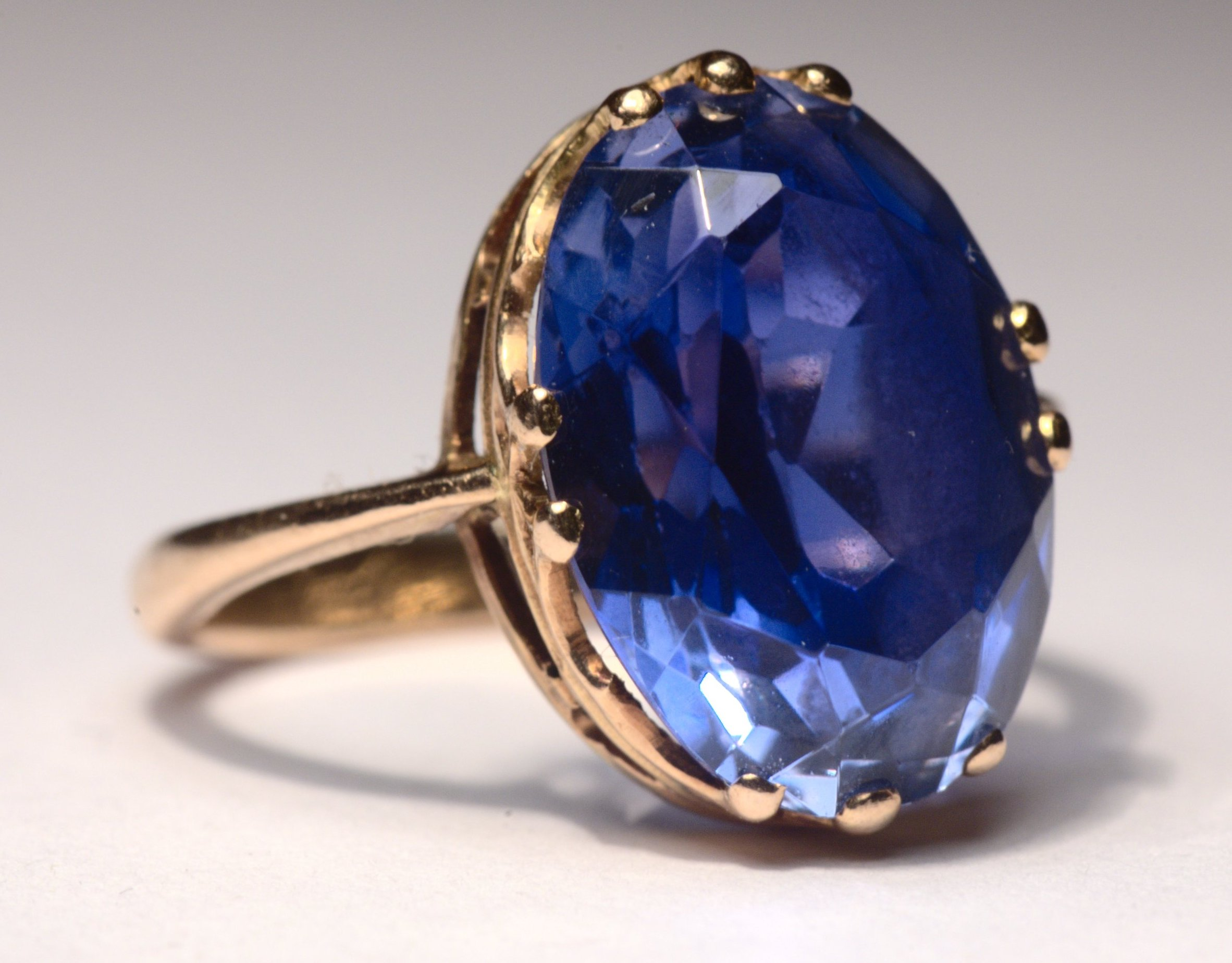
Safírový prsten

Safír je odrůdou korundu, oxidu hlinitého (Al2O3). Vyskytuje se buď jako přírodní drahokam nebo se vyrábí uměle pro řadu rozličných aplikací, například pro svou tvrdost na sklíčka a ložiska hodinek.
Zatímco korund sestává z čistého oxidu hlinitého, safíry vždy obsahují příměs jiných prvků (železo, chrom, měď, hořčík aj.) které mu dodávají modrou, červenou, žlutou, růžovou, purpurovou, oranžovou nebo zelenavou barvu. Mezi safíry se zařazují všechny drahokamy, které jsou odrůdy korundu kromě červeného zvaného též rubín.
Název pochází z latinského sapphirus, což znamenalo obecněji „drahokam“ a bylo převzato z řeckého σάπφειρος, sapfeiros. Do řečtiny se zřejmě dostalo ze semitských jazyků (aramejština, hebrejština ספיר – čistý, krásný) a snad mělo indický (sanskrt) nebo perský původ.

## Přírodní safíry
Modré safíry se vyznačují širokým spektrem odstínů; modrá barva je důsledkem obsahu titanu a železa. Některé drahokamy mají barvy bledší a vzhled je šedavý. Přírodní safíry se často pro zvýraznění barev žíhají. To se obvykle provádí ohřevem na teplotu až 1800 °C po dobu několika hodin nebo v atmosféře s nižším obsahem dusíku po dobu týdne i více. Při pozorování pod mikroskopem je vidět hedvábný lesk který způsobují inkluze rutilu ve tvaru jehlic. Jsou-li jehlice celistvé, je to známkou toho, že kámen nebyl ohříván. Pokud hedvábný lesk není vidět znamená to, že kámen byl přiměřeně zahřát.[zdroj?] Je-li hedvábný lesk částečně narušen, je to proto, že surový kámen byl ohříván nad dřevěným uhlím; ohřev se provádí po dobu 20 až 30 minut při teplotě 1300 °C pro zvýšení sytosti barev a odstranění šedých nebo hnědých odstínů.
Safíry se dělí na modré a „fancy“ barvy, čili nemodré odstíny. Nejvýtečnější barvy mají safíry kašmírské, za nimi následují barmské a srílanské, na ostatních nalezištích (Austrálie, Thajsko, Madagaskar, Laos se nacházejí také krásné modré kameny, ale většinou jsou podbarveny hnědou či zelenou barvou).
Mimo modrý safír je nejcennějším safírem padparádža, padparascha safír barvy lososové červeně, který se zaměňuje za oranžový safír a růžový, což je lest obchodníků.[zdroj?] Správný poměr žluté a oranžové barvy je zárukou oné výjimečné barvy. Starověké lapidáře indické řadí padparádžu (zkomoleninu původního pojmu padmarága, lotosové touhy či padmarádža, lotosový král) do rodiny rubínových odstínů, stejně jako růžové safíry, původně bráhmanské rubíny.
Kašmírské safíry sytě modré barvy a srílanské padparádža kameny jsou špičkou safírové barevné škály a mohou dosahovat závratných částek, což využívají mnozí světoví investoři. Dalšími barvami jsou žluté safíry, ceněné hlavně v Indii jako kameny osvícení, oranžové, růžové, purpurové, fialové, zelené a hnědé safíry. Kašmírové safíry se těží v Indii, na Madagaskaru, Srí Lance a v Pákistánu. Cena za Kašmírové safíry je velmi vysoká, může se blížit milionu korun za karát.
Safíry africké jsou podkresleny hnědým a australské zelenkavým světlem, což je typické také pro východoasijské kameny. Takové nádechy barev snižují ceny kamenů, proto přírodní nepálené safíry ze Srí Lanky nebo Barmy či Kašmíru jsou pro své barevné odstíny nejvíce ceněny.
Safíry se napodobují sklem, syntetikou včetně té, která napodobuje přírodní kameny dosti věrohodně, nebo se nedostatečně zbarvené kameny ozařují, pálí či procházejí beryliovým procesem pálení, aby měly požadovanou barvu. Takto se z Afriky dodávají pálené padparádža kameny napodobující pravé srílanské a vietnamské padparádži, které směle konkurují rubínům a byly ve starověku pokládány za nejlepší rubíny vůbec. Gemmologické poznatky kolem odlišování safírů jsou velmi náročné, jelikož větší safíry stojí od tisíců po stamiliony korun a jejich napodobeniny mohou zmást i velké odborníky na přírodní vyrostlice a inkluze.
Safíry byly těženy od starověku na Srí Lance, v Barmě a zdobí mnoho význačných klenotů starověku a středověku.

## Safíry vAsii
V Asii se dodnes používají klasické indické nebo srílanské názvy safírů – nílamani, modrý klenot, džalaníla, safír barvy namodralé světlé vody, indraníla, temně modrý kášmíské modři, padmarága – padparádža oranžovo-červené barvy, pušparága, žlutý safír, ratnapušparága, zlatavého odstínu, zlatý golden safír, raktanílamani, fialový safír, raktagandhi, purpurový safír, pukharádža, čirý leukosafír, támranílamani, oranžové barvy. Dalšími barvami jsou hnědé, zelené, černé a růžové, rattu-nílamani safíry. Safíry, podobně jako spinely a turmalíny, pokrývají celé barevné spektrum. Jsou spojeny s mnoha legendami, mystickými zkušenostmi, léčebnými silami a dokonce s dějinami zemí, skrze královské a kultovní klenoty. Safíry modré barvy a padparádža losové červeně, mají-li větší karátovou váhu, slouží jako investiční drahokamy.
Na prvním místě jsou to kášmírské, na druhém a třetím barmské a srílanské safíry. Až 90 % modrých safírů je tepelně upravováno (heated), aby bylo dosaženo lepší barvy, což se tu a tam uplatňuje u dalších barevných odrůd korundů. Tento proces doladění barvy kamene je gemologickou obcí tolerován. Ošetření s beryliovým a dalším chemickým tepelným doupravením nebo dokonce zásadní změnou barvy, vyvíjené Thajci, se nepokládá za nejlepší řešení zhodnocení drahých korundů. Safíry bez úpravy, čisté a veliké, kvalitně broušené, jsou dobrým prostředkem pro uložení investic.